# Power-to-Gas

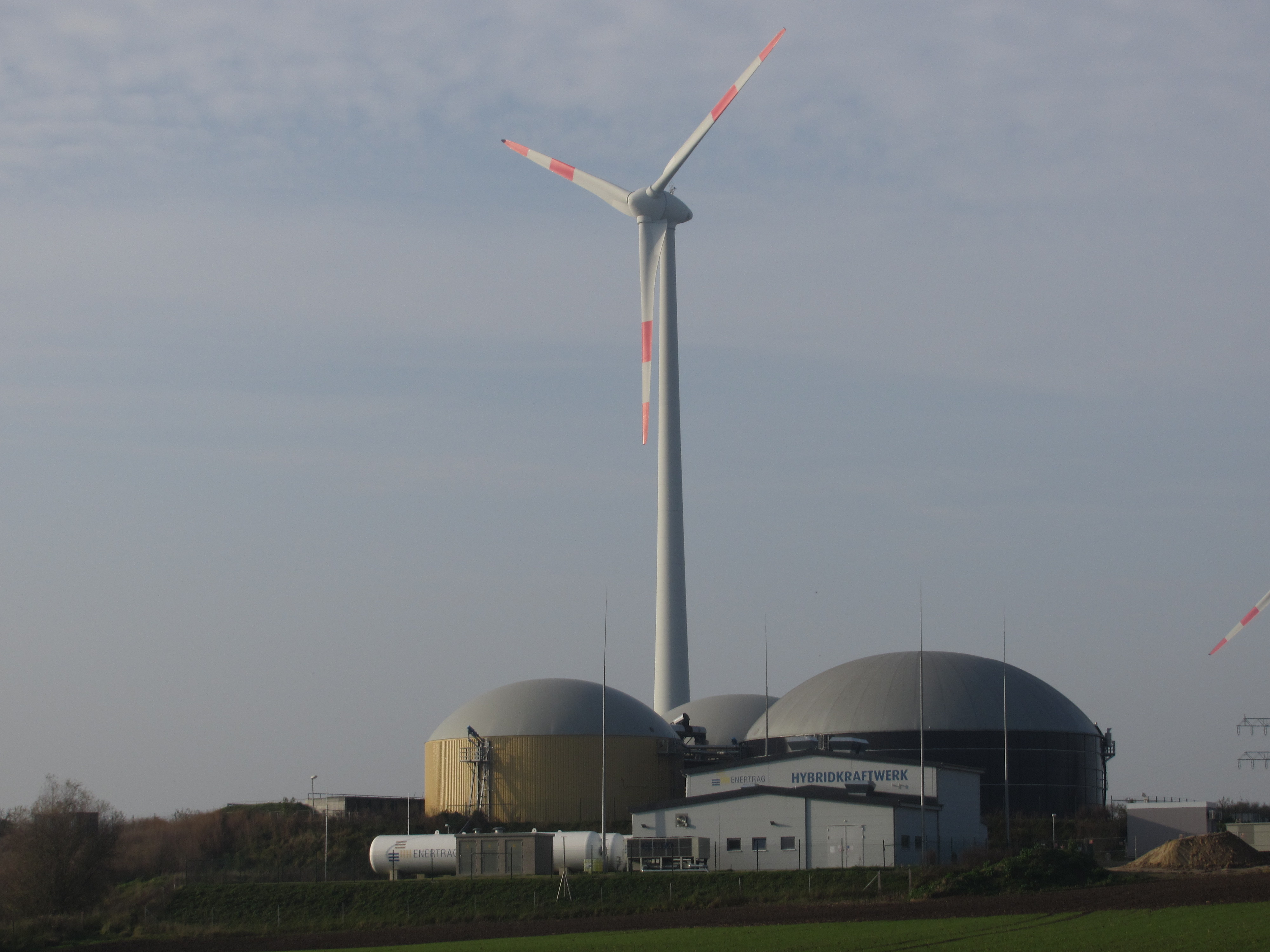
Установка Power-to-Gas в Prenzlau.

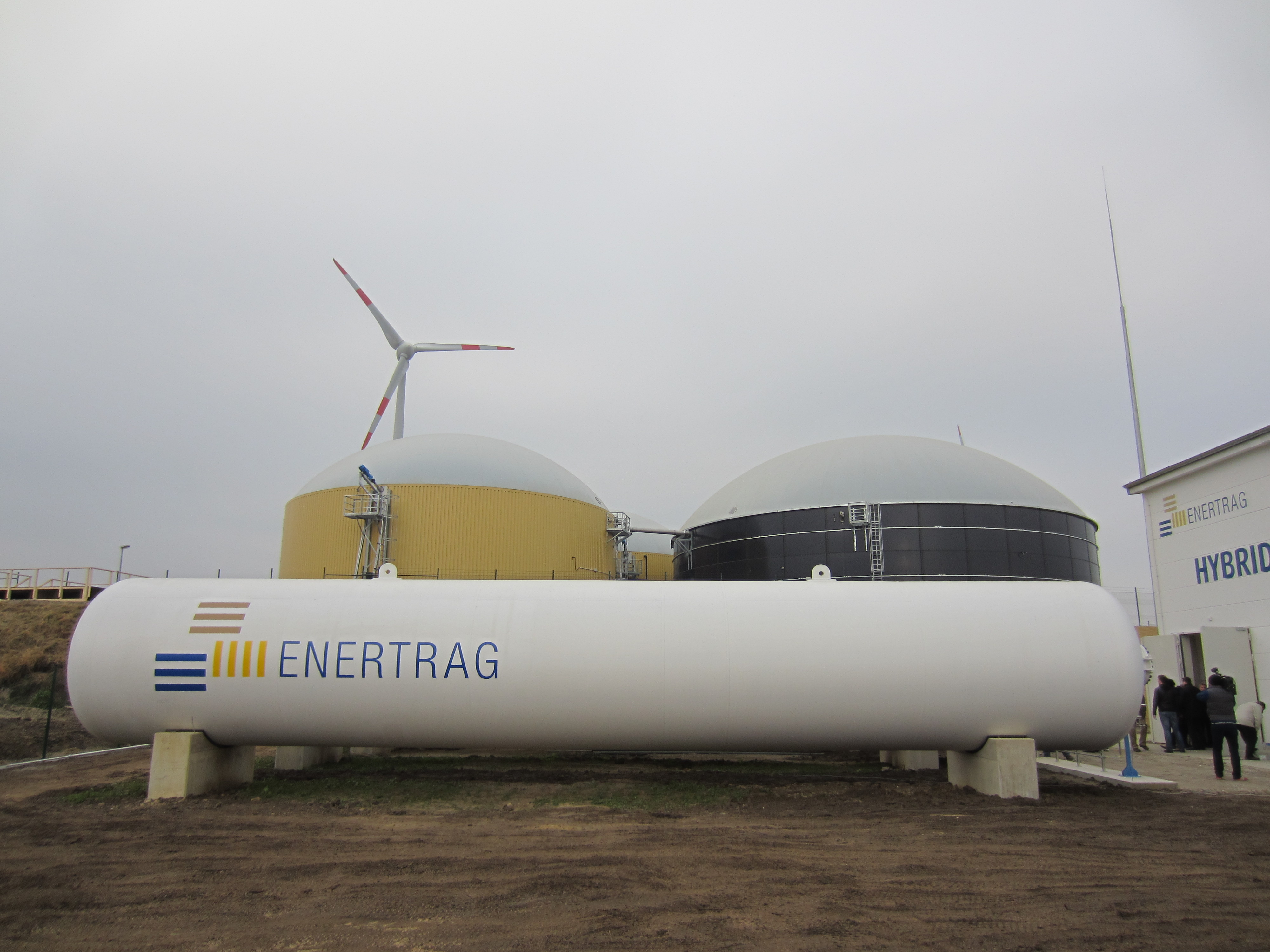
Біогазова установка, паливний бак і вітряна турбіна, гібридна силова установка в Prenzlau von Enertrag

Power-to-Gas — новий оригінальний спосіб збереження енергії отриманої з енергії вітру і фотоелектричних систем. Розробник — Технічний університет у Відні. Суть методу в тому, що надлишок електроенергії в години з малим її споживанням, використовують для розщеплення води на водень і кисень за допомогою електролізу. Водень, в свою чергу, з діоксидом вуглецю (CO2) синтезують в метан. При цьому, CO2 для цього процесу передбачається видобувати з біогазових установок, які переробляють біогаз в біометан. При переробці біогазу в біометан в цих установках, зокрема, відділяється СО2. Це робиться при використанні власної унікальної технології Віденського університету — техніки мембранного фільтру. Ця мембрана потім також використовується для фільтрації штучно генерованого метану.
Розроблена технологія дозволяє виробляти метан високої чистоти для подальшого закачування в газові мережі.